# 長尾一徳
長尾 一德（ながお かずのり、1963年9月9日 - ）は、日本の実業家。株式会社ジョイフル第3代取締役社長を経てエネファースト株式会社代表取締役社長。奈良県出身（出生地は鳥取県日野郡日南町。兵庫県芦屋市出身とする資料もある）。

## 来歴
小学校時代は6回も転校を重ねた。奈良県立桜井商業高等学校卒業、法政大学経済学部中退。1987年に3M（アメリカ本社）に入社。1989年12月にペプシコに転職。ペプシコーラの日本における事業がサントリーに売却されたのに伴い、1998年1月にサントリーフーズに転籍した。
2006年4月にジョイフルに出向。2007年3月に取締役商品本部長兼マーケティング本部長に就任し、また同時にジョイフルに転籍した。同年12月13日、当時の社長の穴見陽一が次期衆院選に大分1区より自民党公認候補として立候補を表明したのを受け、2008年1月1日に代表取締役社長に就任した。ジョイフルとしては初の創業家以外の社長で、かつ非プロパーの社長となる。
2008年の世界同時不況で業績が悪化したため、2009年3月26日に代表権のない社長に退いた（代表権は新たに会長に就任する児玉幸子（創業者穴見保雄の義妹）のみが持つ）。
2010年3月25日の定時株主総会で取締役を退任した。
2012年2月に産業用太陽光発電システムの設計施工を主とするエネファースト株式会社（本社：東京都渋谷区）を設立し、代表取締役社長に就任し現在に至る。